# Camp de Thiaroye
Camp de Thiaroye war ein Stützpunkt der französischen Kolonialtruppen im früheren Französisch-Westafrika. Es lag auf der Cap-Vert-Halbinsel nordöstlich der Stadt Dakar in Senegal. Bekannt geworden ist das Camp durch das Thiaroye-Massaker vom 1. Dezember 1944, dem eine umstrittene Anzahl von Senegalschützen, den Tirailleurs sénégalais, zum Opfer fielen. Sie sollten dort nach Rückführung aus deutscher Kriegsgefangenschaft demobilisiert werden.
Dieses Camp wurde später nach Abzug der Kolonialtruppen einer stadtplanerischen Konversion unterzogen und liegt nun infolge der fortschreitenden Urbanisation der Cap-Vert-Halbinsel als stadtplanerische Reservefläche mitten im Stadtbezirk Thiaroye Gare im Arrondissement de Thiaroye der Millionenmetropole Pikine.
Die Lage des Camps lässt sich im Stadtbild von Pikine daran erkennen, dass das Areal als annähernd quadratische Fläche von rund 900 Meter Seitenlänge von der ansonsten dichten großstädtischen Bebauung ausgenommen ist. Die Ecke im Norden des Geländes liegt am Bahnhof Thiaroye (Thiaroye Gare) der Bahnstrecke Dakar–Niger, die knapp zweieinhalb Kilometer nördlich des historischen Siedlungskerns des Fischerortes Thiaroye sur Mer vorbeiführt.
Die Hauptzufahrt führt von einem Kreisverkehr (rond point) an der südlichen Ecke schräg nach Norden durch das Areal. Die aktuelle Bebauung umfasst namentlich die Mittelschule (collège d’enseignement moyen – CEM) „Thiaroye 44“, das Lycée de Thiaroye mit über 2800 Schülern, das Centre hospitalier national de Pikine, auf sieben Hektar im Nordwesten des Camps ein Zentrum für die Händler, die von den nördlich vorbeiführenden Bahngleisen, wo sie ihre Stände betrieben hatten, in dieses centre commercial de Thiaroye umziehen sollten, und nicht zuletzt der 2004 zum Nationalfriedhof erklärte Militärfriedhof, auf dem 2014 in Anwesenheit der Staatspräsidenten Macky Sall und François Hollande ein Denkmal für die Opfer von 1944 enthüllt wurde.

## Verfilmung
Der senegalesische Schriftsteller, Regisseur und Kriegsteilnehmer Ousmane Sembène drehte 1988 über die Geschehnisse von 1944 einen Film mit dem Titel Camp de Thiaroye.